# Михаил Пущин
Михаил Николаевич Пущин (на руски: Михаил Николаевич Пущин) е руски офицер, полковник, командир на 5-ти Киевски гренадирски полк, участник в Руско-турската война 1877 – 1878 г. и обсадата на Плевен.

## Биография
Пущин е роден на 5 януари 1842 г. Произхожда от дворянския род Пущини. Баща му Николай Николевич е генерал-лейтенант, награждаван многократно с военни отличия. Михаил завършва Императорския Пажески корпус. Разпределен е в 1-ви Лейбгвардейски стрелкови батальон с чин прапоршчик (16 юни 1859 г.). В чин поручик е назначен за адютант към военния министър (от 1863). Произведен е в чин полковник (31 март 1874 г.). Като командир на 5-ти Киевски гренадирски полк участва в Руско-турската война 1877 – 1878 г. Отличава се при обсадата на Плевен. В битката при Долна Митрополия на 28 ноември/10 декември 1877 г. полкът му преминава река Вит при с. Плазивас (старото село Ясен), атакува височините и пленява 4000 турски отряд.

## Смърт
След края на войната, 5-ти Киевски гренадирски полк престоява край Шаркьой, на северния бряг на Мраморно море. Продължителният престой на едно място повишава заболеваемоста и смъртността между нисшите чинове и офицерите. На 10 май 1878 г. жертва на болестите става и полковник Пущин. Съпругата му София Аполоновна пренася тялото му до Санкт Петербург и на 30 май 1878 г. го погребва в семейния участък в Смоленското православно гробище. Положен е редом до баща си Николай, по-късно до него е погребана майка му Емилия и сестрите му Олга и Вера.

## Награди
- Орден „Света Анна“ IV степен, „За храброст“ (1863)
- Орден „Свети Владимир“ IV степен с мечове и лъкове (1864)
- Персийски орден „Лъв и слънце“ (1865)
- Орден „Свети Станислав“ II с императорска корона (1870)[4]

## Семейство
- баща – Николай Николаевич Пущин
- майка – Емилия Антоновна (Гржимало) Пущина
- съпруга – София Аполоновна Пущина
- син – Николай Михайлович Пущин
- дъщеря – Татяна фон Кряутер
- син – Александър Михайлович Пущин
- син – Владимир Михайлович Пущин[5][6]

## Галерия
- Карта на Обсадата на Плевен
- Паметник на победата при с.Ясен
- Полковник Пущин със съпругата си
- Надгробен паметник на Пущин
- Надписът на плочата